# The Inner Life of the Cell
Pour plus de détails, voir Fiche technique et Distribution.
The Inner Life of the Cell est un court métrage d'animation de 8 minutes et demie réalisé par ordinateur et sorti en 2006. Il met en scène de nombreux mécanismes biologiques se produisant dans les globules blancs du corps humain.
Durant les enseignements de biologie, les professeurs ont souvent recours aux animations 3D pour exposer certains concepts à leurs étudiants. Dans le cas de The Inner Life of the Cell, les réalisateurs se sont focalisés plus sur l'aspect cinématique, à opposer à l'aspect académique.
David Bolinsky, ancien chef illustrateur médicale de Yale, John Liebler, directeur d'animation, et Mike Astrachan font partie des quelques créateurs de XVIVO Scientific Animation, studio qui créa le film. Cette animation fut une commande du Département de Biologie Moléculaire et Cellulaire de Harvard.
La plupart des processus animés provient des résultats de Alain Viel, dont le travail de recherche a permis de décrire les processus à l'équipe de réalisation. Alain Viel est un directeur de recherche associé de premier cycle à l'université Harvard.
Le film nécessita quatorze mois de travail pour fournir huit minutes et demie d'animation. Il fut visionné pour la première fois par le grand public à la conférence SIGGRAPH de 2006 à Boston.